# Syntermitoxenia jaegerskioeldi
Syntermitoxenia jaegerskioeldi är en tvåvingeart som först beskrevs av Erich Wasmann 1904.  Syntermitoxenia jaegerskioeldi ingår i släktet Syntermitoxenia och familjen puckelflugor. Inga underarter finns listade i Catalogue of Life.